# Чемпіонат України з футболу серед жінок 1996: вища ліга
Чемпіонат України з футболу 1996 року серед жінок: вища ліга — 5-й чемпіонат України з футболу, який проводився серед жіночих колективів. Турнір стартував 26 квітня, а завершився 14 жовтня 1996 року. Чемпіоном України втретє поспіль стала донецька «Варна».

## Учасники
У чемпіонаті в 1996 році брали участь 6 команд. З учасників минулого сезону чемпіонат без бронзового призера київського «Спартака», а також миколаївської «Лади» та львівської «Гармонії».
| Клуб         | Місто     |
| ------------ | --------- |
| Аліна        | Київ      |
| Іскра        | Запоріжжя |
| Варна        | Донецьк   |
| Легенда      | Чернігів  |
| Сталь        | Макіївка  |
| Чорноморочка | Одеса     |

## Турнірна таблиця
|   | «Варна» (Донецьк)      | ~   | 3:1 | 5:0 | +:- | +:- | 10:0 | 10 | 9 | 1 | 0 | 36 — 5 | 28 |
|   | «Аліна» (Київ)         | 2:2 | ~   | +:- | 4:1 | 3:1 | 8:0  | 10 | 7 | 2 | 1 | 28 — 7 | 23 |
|   | «Сталь» (Макіївка)     | 0:1 | 0:1 | ~   | 0:0 | 1:0 | 3:0  | 10 | 3 | 3 | 4 | 7 — 7  | 12 |
| 4 | «Чорноморочка» (Одеса) | 0:6 | 0:0 | 0:0 | ~   | 1:0 | 3:1  | 10 | 2 | 4 | 4 | 5 — 13 | 10 |
| 5 | «Легенда» (Чернігів)   | 1:3 | 0:3 | 0:0 | 2:0 | ~   | +:-  | 10 | 2 | 1 | 7 | 5 — 13 | 7  |
| 6 | «Іскра» (Запоріжжя)    | 1:6 | 0:6 | 0:3 | 0:0 | 2:1 | ~    | 10 | 1 | 1 | 8 | 4 — 40 | 4  |